# Formula 2 inglese 1993
La stagione 1993 della F2 inglese (1993 British F2 Championship) fu corsa su 10 gran premi e fu la quinta della serie. Pur definitiva come Formula 2, impiegava vetture di Formula 3000. Fu vinta da Philippe Adams che corse i primi appuntamenti con la scuderia Madgwick International, per poi passare all'Argo Cars, sui modelli Reynard 91D-Cosworth e 92D.

## Piloti e team
| Team                   | Telaio                  | Numero | Pilota             | Gare       |
| ---------------------- | ----------------------- | ------ | ------------------ | ---------- |
| Madgwick International | Reynard 92D             | 2      | Mikke van Hool     | 3-10       |
| Madgwick International | Reynard 92D             | 3      | Philippe Adams     | 1-4        |
| Team AJS               | Reynard 91D             | 4      | José Luis di Palma | Tutte      |
| Durango                | Reynard 92D             | 5      | Enrico Bertaggia   | 1-4        |
| Durango                | Reynard 92D             | 5      | Martino Spezio     | 7          |
| Durango                | Reynard 92D             | 6      | Severino Nardozzi  | 1-3        |
| Durango                | Reynard 92D             |        | Domenico Gitto     | 8          |
| Cobra Motorsport       | Reynard 92D             | 7      | Robbie Stirling    | 9          |
| Cobra Motorsport       | Reynard 91D             | 8      | Stephane Gregoire  | 1          |
| Cobra Motorsport       | Reynard 92D             | 8      | Phil Andrews       | 2,4        |
| Cobra Motorsport       | Reynard 92D             |        | Klaas Zwart        | 10         |
| Vortex Motorsport      | Reynard 92D             | 10     | Philip Andrews     | 1          |
| Apache Racing          | Ralt RT23 Reynard 92D   | 11     | Dominic Chappell   | 1-9        |
| Apache Racing          | Reynard 91D Reynard 92D | 12     | James Taylor       | 1-8        |
| Apache Racing          | Reynard 91D             |        | Jason Elliot       | 9          |
| Fred Goddard Racing    | Reynard 91D             | 14     | Paul Evans         | 9          |
| Fred Goddard Racing    | Reynard 91D             |        | Hilton Cowie       | 4-5        |
| Weylock Racing         | Reynard 91D             | 15     | Guido Nannini      | 2-3        |
| Weylock Racing         | Reynard 91D             | 15     | Jason Elliot       | 10         |
| Weylock Racing         | Reynard 91D             |        | Frederico Careca   | 8          |
| Argo Cars              | Reynard 91D             | 20     | Marco Spiga        | 1-7        |
| Argo Cars              | Reynard 91D             | 20     | Philippe Adams     | 9-10       |
| Chris Perkins          | Reynard 88D             | 21     | Chris Perkins      | 10         |
| Jupiter Racing         | Reynard 92D             | 42     | Nigel Smith        | Tutte      |
| McNeill Engineering    | Lola T92/50             |        | Robbie Stirling    | 3-6, 8, 10 |

Tutte le vetture sono motorizzate Ford Cosworth.

## Risultati e classifiche

### Risultati
| Gara | Luogo                       | Data         | Giri | Lunghezza           | Tempo    | Pole Position      | GPV                | Vincitore          |
| ---- | --------------------------- | ------------ | ---- | ------------------- | -------- | ------------------ | ------------------ | ------------------ |
| 1    | Oulton                      | 12 aprile    | 25   | 25x4,467=111,68 km  | 36:23.14 | José Luis Di Palma | Philippe Adams     | Philippe Adams     |
| 2    | Silverstone (Circuito Club) | 24 aprile    | 30   | 30x2,653=92,883 km  | 34:02.1  | Philippe Adams     | Philippe Adams     | Philippe Adams     |
| 3    | Brands Hatch (Indy)         | 9 maggio     | 45   | 45x1,937=87,194 km  | 29:56.47 | Philippe Adams     | Philippe Adams     | Philippe Adams     |
| 4    | Donington                   | 6 giugno     | 26   | 26x4,023=104,607 km | 36:39.19 | Philippe Adams     | Philippe Adams     | Philippe Adams     |
| 5    | Oulton                      | 19 giugno    | 22   | 22x4,467=98,286 km  | 32:43.05 | José Luis Di Palma | José Luis Di Palma | Mikke van Hool     |
| 6    | Brands Hatch (Indy)         | 25 luglio    | 45   | 45x1,937=87,194 km  | 31:08.55 | Marco Spiga        | Mikke van Hool     | José Luis Di Palma |
| 7    | Snetterton                  | 15 agosto    | 35   | 35x3,141=109,95 km  | 35:59.37 | Mikke van Hool     | Mikke van Hool     | Mikke van Hool     |
| 8    | Brands Hatch                | 12 settembre | 15   | 15x4,517=67,764 km  | 25:26.04 | Mikke van Hool     | Mikke van Hool     | Mikke van Hool     |
| 9    | Thruxton                    | 26 settembre | 25   | 25x3,7916=94,790 km | 26:32.71 | Philippe Adams     | Philippe Adams     | Philippe Adams     |
| 10   | Donington                   | 10 ottobre   | 20   | 20x4,023=80,467 km  | 28:13.28 | José Luis Di Palma | Philippe Adams     | José Luis Di Palma |

### Classifica Piloti
- I punti vengono assegnati secondo lo schema seguente:

| Risultato | 1 | 2 | 3 | 4 | 5 | 6 |
| --------- | - | - | - | - | - | - |
| Punti     | 9 | 6 | 5 | 3 | 2 | 1 |

| Pos | Pilota             | OUL | SIL | BRH | DON | OUL | BRH | SNE | BRH | THR | DON | Punti |
| --- | ------------------ | --- | --- | --- | --- | --- | --- | --- | --- | --- | --- | ----- |
| 1   | Philippe Adams     | 1   | 1   | 1   | 1   |     |     |     |     | 1   | Rit | 45    |
| 2   | Mikke van Hool     |     |     | 2   | Rit | 1   | Rit | 1   | 1   | 2   | 4   | 42    |
| 3   | José Luis Di Palma | Rit | 2   | 4   | 4   | Rit | 1   | 2   | 2   | Rit | 1   | 42    |
| 4   | Nigel Smith        | 6   | 3   | 3   | 8   | 3   | 2   | 3   | Rit | 5   | 3   | 29    |
| 5   | Dominic Chappell   | 4   | Rit | 6   | 6   | 4   | 3   | 4   | Rit | 3   |     | 19    |
| 6   | Robbie Stirling    |     |     | 9   | Rit | NP  | 4   |     | 3   | 6   | 2   | 14    |
| 7   | James Taylor       | Rit | 4   | 8   | 7   |     | 5   | 5   | 4   |     |     | 12    |
| 8   | Marco Spiga        | Rit | 6   | 7   | 5   | 2   | Rit | Rit |     |     |     | 9     |
| 9   | Enrico Bertaggia   | 2   | Rit | 5   |     |     |     |     |     |     |     | 8     |
| 10  | Phil Andrews       | Rit | Rit |     | 2   |     |     |     |     |     |     | 6     |
| 11  | Hilton Cowie       |     |     |     | 3   | 5   |     |     |     |     |     | 5     |
| 12  | Stephane Gregoire  | 3   |     |     |     |     |     |     |     |     |     | 4     |
| 13  | Severino Nardozzi  | 5   | 5   | Rit |     |     |     |     |     |     |     | 4     |
| 14  | Paul Evans         |     |     |     |     |     |     |     |     | 4   |     | 3     |
| 15  | Klaas Zwart        |     |     |     |     |     |     |     |     |     | 5   | 2     |
| 16  | Chris Perkins      |     |     |     |     |     |     |     |     |     | 6   | 1     |
| 17  | Guido Nannini      |     | 7   | 10  |     |     |     |     |     |     |     | 0     |
|     | Martino Spezio     |     |     |     |     |     |     | Rit |     |     |     | -     |
|     | Frederico Careca   |     |     |     |     |     |     |     | Rit |     |     | -     |
|     | Jason Elliot       |     |     |     |     |     |     |     |     | Rit | NP  | -     |
|     | Domenico Gitto     |     |     |     |     |     |     |     | NP  |     |     | -     |
| Pos | Pilota             | OUL | SIL | BRH | DON | OUL | BRH | SNE | BRH | THR | DON | Punti |

| Colore  | Risultato             |
| ------- | --------------------- |
| Oro     | Vincitore             |
| Argento | 2º posto              |
| Bronzo  | 3º posto              |
| Verde   | Finito a punti        |
| Blu     | Finito senza punti    |
| Viola   | Ritirato (Rit)        |
| Viola   | Non classificato (NC) |
| Rosso   | Non qualificato (NQ)  |
| Nero    | Squalificato (SQ)     |
| Bianco  | Non partito (NP)      |
| Bianco  | Non ha gareggiato     |
| Bianco  | Infortunato (INF)     |
| Bianco  | Escluso (ES)          |
| Bianco  | Gara cancellata (C)   |